# Isohypsibius sismicus
Isohypsibius sismicus är en djurart som tillhör fylumet trögkrypare, och som först beskrevs av Walter Maucci 1978.  Isohypsibius sismicus ingår i släktet Isohypsibius och familjen Hypsibiidae. Inga underarter finns listade i Catalogue of Life.